# Te Atatu Peninsula
Te Atatū Peninsula, aussi connue sous le nom de Te Atatu North, est une banlieue de la cité d’Auckland située dans le nord de l’Île du Nord de la Nouvelle-Zélande.

## Situation
Eest une banlieue de front de mer de la cité d’Auckland, entourée par le mouillage de Waitemata Harbour avec une vue étendue sur les gratte-ciels de la cité , sur le centre-ville et toute la berge du « North shore » ,. Elle a aussi une vue directe sur le pont du port d’Auckland.

## Localisation
La banlieue de Te Atatū Peninsula est situé à l’extrémité ouest du Waitemata Harbour et est flanquée par la crique d’Henderson (en) vers l’ouest et par le fleuve Whau vers l’est , les deux estuaires formant les bras du mouillage, qui s’étend vers le sud-ouest à partir du port lui-même.
Cette zone de la péninsule de Te Atatū forme la partie la plus au nord de la péninsule d’Atatū longue de 4 kilomètres et large de 2 kilomètres.
L’essentiel de sa population est située à proximité immédiate de la population de Te Atatū South, qui est la banlieue jointive.

## Toponymie
Le nom de « Te Atatū Peninsula » fut mis en avant par Emi Groot en 1980 et adopté officiellement par le New Zealand Geographic Board le 5 mai 1994  et fut formellement adopté par le Conseil de Waitakere en 1997.

## Démographie

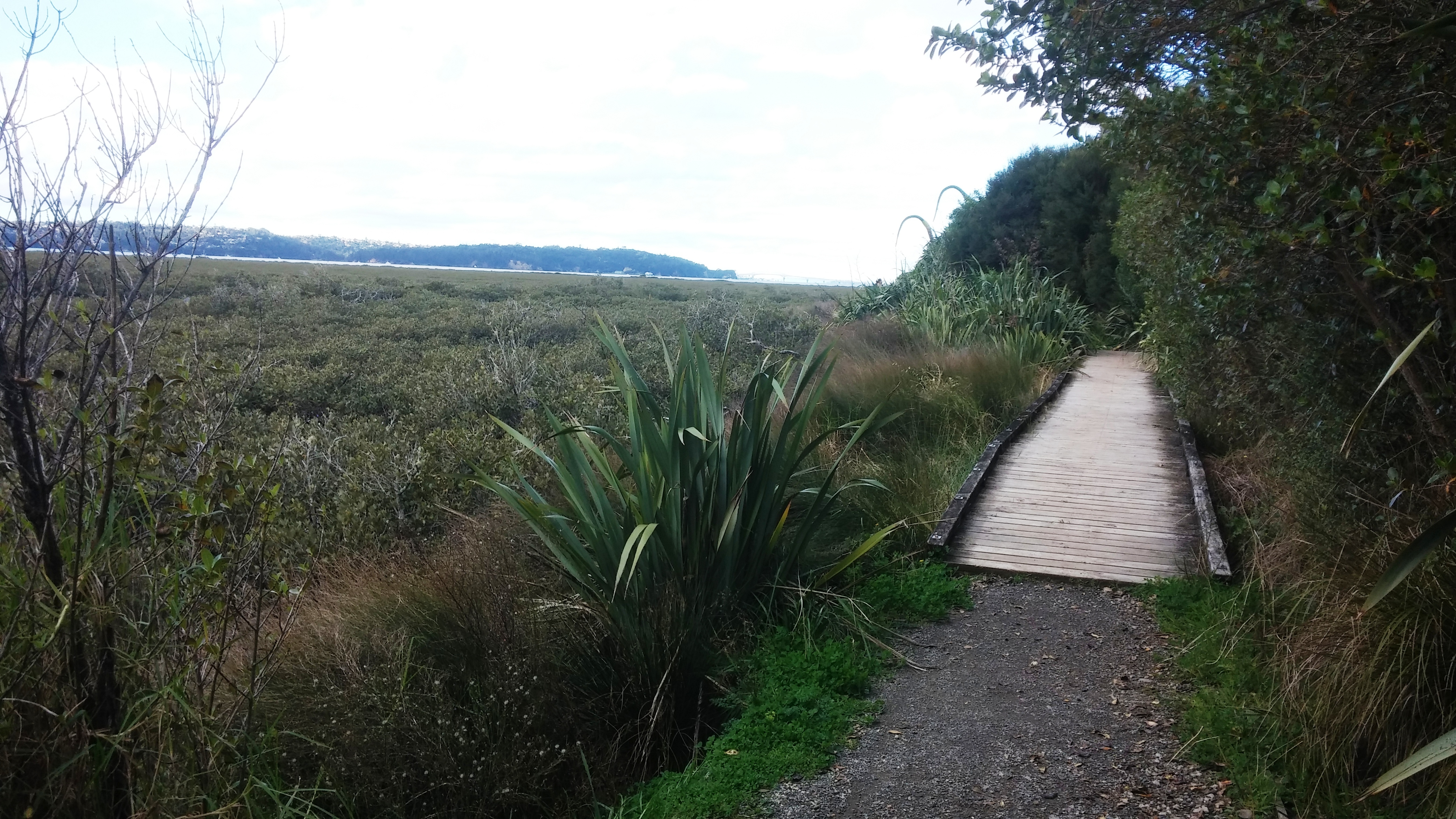
Promenade sur Chapman Strand, dans péninsule de Te Atatū

La péninsule de Te Atatū, comprend les zones statistiques de: Te Atatū Peninsula North West, Te Atatū Peninsula Central, Te Atatū Peninsula West et Te Atatū Peninsula East, avec une population de 13344 résidents lors du recensement de 2018 en Nouvelle-Zélande, en augmentation de 858 personnes (soit 6,9 %) depuis le recensement de 2013 en Nouvelle-Zélande et une augmentation de 1656 personnes (soit 14,2 %) depuis le recensement de 2006 en Nouvelle-Zélande.
Il y avait 4353 logements.
On comptait 6525 hommes et 6816 femmes, donnant ainsi un sexe-ratio de 0,96 homme pour une femme avec 3120 personnes (soir 23,4 %) âgées de moins de 15 ans, 2361 personnes (soit 17,7 %) âgées de 15 à 29 ans, 6339 personnes (soit 47,5 %) âgées de 30 à 64 ans et 1524 personnes (soit 11,4 %) âgées de 65 ans et plus.
L’ethnicité était pour 65 % formée d’européens/Pākehās, pour 19,6 % de Maoris, pour 14,9 % de personnes venant de l’océan Pacifique, pour 17,8 % d’origine asiatique et 3,1 % d’une autre ethnicité (le total pouvant faire plus de 100 % dans la mesure où les personnes peuvent s’identifier de multiples ethnies en fonction de l’origine de leurs parents).
La proportion de personnes nées outre-mer était de 28,2 %, comparée avec les 27,1 % au niveau national.
Bien que certaines personnes objectent de donner leur religion, 50,6 % disent n’avoir aucune religion, 35 % se disaient chrétiens et 8.2% avaient une autre religion.
Parmi ceux d’au moins 15 ans, 2802 personnes (27,4 %) avaient une licence ou un degré universitaire supérieur, et 1557 personnes (15,2 %) n’avaient aucune qualification formelle.
Les statuts d’emploi de ceux d’au moins 15 ans étaient un plein temps pour 5532 personnes (54,1 %) , un temps partiel pour 1341 personnes (13 %) et 417 personnes (4,1 %) étaient sans emploi.

## Histoire
Jusque vers 1950, la péninsule de Te Atatū était essentiellement rurale.
La construction de l’autoroute du nord-ouest a conduit au développement de la péninsule.
Durant les années 1960 et 1970, la péninsule de Te Atatū fut couverte de maisons pour des revenus bas à moyens .
La péninsule de Te Atatū était le site du parc de loisir de « Leisureland Fun Park » dans les années 1980, qui fut initialement installé en collaboration avec la société de compensation des accidents (en) terminé avec une zone de promenade d’agrément.
Il devint plus tard le parc de loisir de Footrot                                           Flats Fun Park (en) en 1985, qui ferma en 2000.
Quand il fut libéré des activités de loisirs, le site fut développé comme un site de propriétés privées de front de mer en hauteur de moyenne à forte densité.
Les maisons sont réputées pour leur rénovations de haut de gamme, dont beaucoup, ont été subdivisées, avec une augmentation de la densité de la population de la banlieue tel que le prévoyait le Auckland Unitary Plan.

## Parcs et réserves
La péninsule de Te Atatū est bien dotée avec des parcs et des réserves, à partir de « Taipari Strand » sur la pointe ouest (avec un rampe pour les bateaux, un club d’aviron et un club de canoë) jusqu’au parc de 85 hectares de « Harbour View-Orangihina » sur la pointe est (avec des traces d’une occupation Maori très ancienne mais aussi un emplacement de canon de la deuxième guerre mondiale, une zone humide crée spécialement et un point de vue plongeant au dessus du mouillage allant de Waitemata Harbour jusqu’à la cité d’Auckland, le Harbour Bridge et l’île de Rangitoto). À partir de Orangihina, on peut se promener à pied tout autour de la côte via le chemin de Te Atatū Walkway en direction de la partie nord de la péninsule, où le club de voile de « Taikata Sailing Club » est localisé .
Il y a aussi un certain nombre de parc à l’intérieur des terres , le plus important étant le « Te Atatū Peninsula Park », un large terrain de jeux entouré par l’une piste de vélo réputée.

## Éducation
- Le collège Rutherford (en), nommé d’après Ernest Rutherford, est une école secondaire , allant des années 9 à 13, avec un effectif de 1376 élèves[8].
- l’école « Te Atatū Intermediate » est une école pour les années 7 à 8, avec un effectif de 443 élèves[9].
- l’école primaire de la péninsule,
- l’école primaire Matipo
- l’école primaire Rutherford sont des écoles primaires, qui contribuent à l’enseignement primaire allant des années 1 à 6) avec un effectif respectivement de 467 élèves, 442 élèves et 362 élèves[10],[11],[12]

Toutes ces écoles sont mixtes et l’effectif est celui de mars 2021